# Ulf Fase
Ulf, kallad Ulf Fase eller med den samtida formen Fasi, död 1247 eller 1248, jarl av Sverige. Son till Karl Döve. Ulf Fase är troligen identisk med den Ulf jarl som var jarl under Knut Långe och verkade som jarl under kung Erik Eriksson (Erik läspe och halte). Han lät slå mynt som finns bevarade och bör därför haft egen myntningsrätt. Ulf Fase tros ha medverkat i slaget vid Olustra på Knut Långes sida.
Ulf Fase var medlem av Bjälboätten. Efter att jarl Karl blivit dödad under den svenska attacken mot esterna i Slaget vid Leal år 1220, valdes Ulf som den närmaste släktingen snart som ny jarl. En tillfällig jarl kan ha tjänstgjort en kort tid före Ulfs utnämning. Innan kung Johan I av Sverige dog år 1222 hade Ulf definitivt ämbetet.
År 1222 besteg rivaliserande dynastins unge arvinge, kung Erik XI, tronen vid 6 års ålder. Hans minderårighet innebar att jarl Ulf fick ökad betydelse tillsammans med Knut långe av Sverige. Den nominelle regenten var Ulfs kusin Bengt Birgersson. År 1229 tog kung Knut II makten och landsförvisade den unge Erik. Ulf fortsatte att inneha jarlens position. När Knut dog år 1234 återinsattes kung Erik, nu 18 år, på tronen. Hans anhängare uppskattade inte Ulfs "förräderi" genom att acceptera en usurpator över Erik fem år tidigare. Ulf var dock för mäktig för att avsättas från sitt ämbete. Det finns tydliga dokument som visar att Ulf Fase hade rätt att prägla mynt, vilket annars var en exklusiv kunglig rättighet. Flera sådana mynt, med hans kännetecken, har bevarats.
År 1247 ägde det rum ett försök till statskupp mot kung Erik. Upprorsmakarna besegrades i slaget vid Sparrsätra. Källor avslöjar inte om Ulf redan var död vid den tiden, eller ifall han var i livet, vilken roll han eventuellt hade i upproret. Det har spekulerats i att han deltog i upproret och att han därför avrättades. Flera upprorsledare blev halshuggna 1247-1248, inklusive Knuts son Holmger Knutsson. Efter Ulfs död innehade Birger jarl ämbetet som jarl.
Ulf Fase hade en välbelagd son, Karl Ulfsson, som hade dåliga relationer med Birger jarl. Han lämnade senare landet och gick i frivillig exil genom att ansluta sig till Tyska orden i Livland. Karl blev dödad år 1260 i slaget vid Durbe nära Riga i Kurland.

## Barn
- Karl Ulfsson.